# Olga Lucas
Olga Lucas Torre (Toulouse, 2 de octubre de 1947) es una escritora, poeta y traductora franco-española. 

## Biografía
Sus padres se conocieron durante la resistencia francesa contra la ocupación nazi, tras sufrir el exilio de la guerra civil y los campos de refugiados. Al padre lo capturaron y enviaron al campo de concentración de Buchenwald, donde compartió infortunio con Jorge Semprún. Tras la liberación de Francia en 1945 vuelve a Toulouse para reunirse con su mujer, siendo deportado en 1950 a Córcega bajo la presión del gobierno de Franco y de allí a Polonia. La familia, tras diversas penalidades para sobrevivir, se reúne en Checoslovaquia y más tarde en Hungría.
De niña, Olga sufrió una caída con importantes secuelas para su salud, entre ellas una significativa pérdida de visión que, junto con los avatares políticos de la familia, condicionarían su vida. 
Con 12 años participaba en un programa de radio en Budapest y con 15 años ya prestaba servicios de intérprete al gobierno húngaro. Vivir temporalmente en los países del Este le permitió aprender distintas lenguas eslavas que luego utilizaría para trabajar como intérprete, traductora y locutora de radio. 
De regreso a España trabaja como funcionaria de la Generalidad Valenciana. Paralelamente participa en las distintas actividades culturales que se llevan a cabo en ámbitos y locales alternativos de Valencia. 
Su actividad literaria se ha desarrollado principalmente en círculos no comerciales. 
Impulsora del Taller de los Etcéteras en Radio Klara y de La Esfera Azul, ha publicado cuentos en la revista Al Margen y ha participado en los actos y lecturas públicas del Instituto de Estudios Modernistas (Valencia) y la Tertulia Literaria La Buhardilla, en cuyas antologías figuran poemas suyos. 

## Obras
Ha publicado cuentos y poemas en diversas obras colectivas. Es autora asimismo de Poemas de andar por casa (Instituto de Estudios Modernistas, 1993), Cuentos para ciegos (Instituto de Estudios Modernistas, 1994), El tiempo no lo cura todo (Plaza y Janés 2006), El Vals de las Orquídeas (Random House Mondadori 2011) y coautora con José Luis Sampedro de Escribir es vivir (Areté 2005); Cuarteto para un solista (Random House Mondadori 2011) y La ciencia y la vida (Random House Mondadori 2008) junto con Valentín Fuster y José Luis Sampedro.
Ha colaborado en la edición de Economía humanista (Debate, 2008) con artículos de José Luis Sampedro seleccionados por Carlos Berzosa y Olga Lucas. 
En La mujer del poeta. La generación de los 50 vista por Ellas (Mira Editores, 2009), con prólogo de Carme Riera y epílogo de José Luis Sampedro, Olga Lucas relata la crónica de los Encuentros de Mujeres de Escritores que, bajo el título «La mano que mece la pluma», tuvieron lugar en Jaca en abril de 2007 y mayo de 2008.

## Premios y reconocimientos
En 2010 recibe el Premio Glauka en su XIX Edición, otorgado por la Asociación Amigas de la Lectura de Cuenca, colaboradora de los talleres de lectura para personas adultas de la Biblioteca Pública del Estado.

## Vida personal
En 1997 coincide en el balneario de las Termas Pallarés en Alhama de Aragón con José Luis Sampedro (a quien consideraba desde muchos años atrás, y sin conocerle, como su amor imposible). Para ella Sampedro era un importante referente como Saramago o Benedetti, pero ese encuentro lo cambió todo. Al cabo de un año, deciden vivir juntos y posteriormente, en 2003, deciden casarse, eligiendo para su boda la localidad de Alhama de Aragón.